# Cal Suriol de Dalt
Cal Suriol de Dalt és una masia de Sant Cugat Sesgarrigues (Alt Penedès) inclosa a l'Inventari del Patrimoni Arquitectònic de Catalunya.

## Descripció
Es tracta d'una Masia estructurada per diversos cossos annexats. Consta de planta baixa, pis i golfes, coberta a dues vessants i carener paral·lel a la façana principal. Compta amb un portal d'arc de mig punt adovellat, finestres de diverses mides i algunes d'elles amb llindes de pedra motllurades.
El conjunt és format per l'edifici principal, que fa d'habitatge, i diverses dependències agrícoles.

## Història
La casa és feta amb un estil renaixentista. A les llindes de les finestres hi ha esculpides les dates 1590 i 1591.